# Biserica de lemn din Suceagu
Biserica de lemn din Suceagu, comuna Baciu, edificată în anul 1710 și pictată în anul 1771 a fost înlocuită de actuala biserică de zid în 1916. Hramul bisericii de lemn era „Sfinții Arhangheli Mihail și Gavriil”, hram moștenit și de actuala biserică. Între cele două războaie mondiale biserica a fost demolată.

## Istoric și trăsături
Construită ca și alte biserici din comitatul Cluj (este vorba de bisericile din Feiurdeni, Măcicașu, Mihăiești și Dâncu), prin efortul comun al sătenilor, biserica de lemn a rezistat intemperiilor, timpului și oamenilor pînă în perioada interbelică când a fost demolată. În tot acest răstimp, biserica a fost martora vieții religioase a satului Suceagu, cu momentele de formare a parohiei, dotarea acesteia cu pământ parohial dar și momentele delicate în care comunitatea oscila între ortodoxie și uniație.
Cronica parohiei, scrisă de Beniamin Rusu în anul 1917, pomenită de Marius Porumb în al său Dicționar de pictură veche românească, reține câteva detalii ale vechi biserici de lemn. Pictorii Nistor din Feleac și Ioan din Feleac dar și anul 1771 sunt redați în acestă cronică care surprinde următoarea inscripție: „să să știe când au zugravit biserica aceasta, în preoția lui Popa Macarie, în anul de la Hristos 1771 iulie în 21 zile. Pomini Gospodari Nistor, Iuon Zugrav”.